# Fortuna Biesdorf
Der VfB Fortuna Biesdorf ist ein deutscher Sportverein aus dem Ortsteil Biesdorf des Berliner Bezirks Marzahn-Hellersdorf. In dem Verein werden mehrere Sportarten betrieben, von denen die Fußball-Abteilung die bekannteste ist. Insgesamt hat der Verein über 750 Mitglieder, davon zwei Drittel in der Fußball-Abteilung. Die Heimstätte ist der Sportplatz Am Grabensprung.

## Geschichte

### Vorgeschichte
Die Wurzeln des Vereins gehen bis in das Jahr 1903 zurück, allerdings wurde erst 1905 der organisierte Sport- und Spielbetrieb als Turnverein Jahn Biesdorf aufgenommen. Durch die Eingemeindung der Landgemeinde Biesdorf nach Berlin im Jahr 1920 und den 1928 erfolgten Anschluss an das elektrische S-Bahn-Netz begann die Gemeinde stärker zu wachsen, sodass auch die Sportler einen Zulauf erlebten. Bis in die 1930er-Jahre waren die Aktivitäten des Vereins wesentlich durch das Turnen, die Leichtathletik und Handball geprägt. Es wird angenommen, dass die 1920er-Jahre die erfolgreichste Ära des TV Jahn waren und so konnte etwa Charlotte Lehmann bei den Deutschen Leichtathletik-Meisterschaften 1928 den 3. Platz im Kugelstoßen erringen.
Parallel zum Jahn existierte ab 1920 die Freie Turnerschaft Biesdorf, die laut ATSB-Geschäftsbericht von 16 Mitglieder zuzüglich 39 Mädchen und Jungen auf 43 Mitglieder im Jahr 1926 anwuchs. Hier gab es Abteilungen im Turnen, Handball, Leichtathletik und Faustball. Der Verein galt 1928 als kommunistisch dominiert, nahm an KPD-Demonstrationen und Geldsammlungen der Roten Hilfe teil.
Außerdem existierte vor dem 1. Weltkrieg der SV Askania Biesdorf, für den sich ein Gesellschaftsspiel gegen den SC Jugendlust 09 vom 23. August 1911 und die Teilnahme an der 1. Klasse des VBB im Bezirk Oberspree-Neukölln-Lichtenberg für die Saison 1913/14 nachweisen lässt, in der die Biesdorfer den Achten von neun Plätzen belegten (1 Sieg, 13 Niederlagen, 9:82 Tore).
Nach der Errichtung der Nazi-Diktatur beschloss der TV Jahn im Jahr 1935 eine neue Satzung, die Juden von der Mitgliedschaft ausschloss. Auf Grund des Verbots der Arbeitersportvereine traten 1933 die Sportler der Freien Turnerschaft Biesdorf dem TV Jahn bei. 1935 folgte die Handball-Abteilung von Eintracht Mahlsdorf als eigenständige Gruppe Mahlsdorf, die den TV Jahn jedoch 1937 wieder verließ.

### Fortuna Biesdorf ab 1945
Nach der Auflösung der Vereine kam es 1945 zur Gründung der Sportgruppe Biesdorf und 1949 wurde die SG Fortuna Biesdorf als Nachfolgerin von Jahn Biesdorf gegründet. Der alte Name wurde durch die sowjetische Besatzungsmacht untersagt. Die Spielfarben waren zunächst ganz in weiß. Die SG Fortuna spielte ab 1960 in der Stadtliga von Ost-Berlin und wurde 1963 Stadtmeister. Der anschließende Aufstieg in die zweitklassige DDR-Liga wurde jedoch in Entscheidungsspielen gegen Empor Neustrelitz bzw. nach Neuansetzung gegen Motor Wolgast verpasst. Zuvor war Fortuna in der Qualifikationsrunde mit Motor Süd Brandenburg, der TSG Fürstenwalde und Motor Eberswalde erfolgreich gewesen. 1970 erreichten die Biesdorfer das Finale um den Bezirkspokal, mussten sich jedoch im Stadion an der Zachertstraße mit 0:1 gegen die 2. Mannschaft von Union Berlin geschlagen geben. Ab 1975 firmierte man unter dem Namen BSG Fortuna Landbau Berlin-Biesdorf. 1980 stieg man aus der Bezirksliga Berlin ab, nachdem man dort insgesamt 20 Jahre gespielt hatte.
Bis 1990 gab es im Verein neben Fußball und Handball außerdem die Sektionen Volleyball, Tischtennis, Schach und Gymnastik.
Im Zuge der deutschen Wiedervereinigung wurde am 29. Mai 1990 der VfB Fortuna Biesdorf gegründet und stieg 1991 in die Landesliga und 1996 in die Verbandsliga auf. Nach fünf Jahren stieg man aus dieser 2001 ab, kehrte jedoch schon 2003 wieder zurück. Dies blieb jedoch nur ein Intermezzo, sodass Fortuna direkt wieder abstieg. Die Rückkehr in die nunmehr als Berlin-Liga bezeichnete Spielklasse gelang erst 2019. In den ersten zwei Spielzeiten wurde die Abstiegsregelung auf Grund der Einschränkungen durch die Corona-Pandemie außer Kraft gesetzt, sodass die Liga gehalten wurde. Nach dem 31. Spieltag der Saison 2021/22 stand Fortuna frühzeitig als Absteiger in die Landesliga fest. Zur Saison 2024/25 gelang der Fortuna abermals die Rückkehr in die Berlin-Liga, in der sie in der ersten Saisonphase zeitweise die Tabelle anführten.

## Statistik

### Erfolge
- Berliner Meister (Ost): 1963
- FDGB-Bezirkspokalfinalst: 1970
- Aufstieg in die Stadtliga Berlin: 1959
- Spielzeiten in der Stadtliga/Bezirksliga Berlin: 20
- Aufstieg in die Verbandsliga Berlin: 1996, 2003, 2019, 2024
- Spielzeiten in der Verbandsliga/Berlin-Liga: 9
- Ewige Tabelle der Berlin-Liga: 30. Platz

### Statistik ab 1954
| Saison       | Klasse | Liga (Spielklasse)        | Platz | Spiele | Tore   | +/- | Punkte |
| ------------ | ------ | ------------------------- | ----- | ------ | ------ | --- | ------ |
| 1954/55      | VI     | Kreisliga                 |       |        |        |     |        |
| 01955 (1)    | V      | Stadtklasse (Staffel B)   | 01/12 | 12     | 36:21  | +15 | 19:5   |
| 1956         | V      | Stadtklasse (Staffel B)   | 01/12 | 22     | 72:41  | +31 | 32:12  |
| 1957         | V      | Stadtklasse               | 05/14 | 26     | 55:50  | 0+5 | 27:25  |
| 1958         | V      | Stadtklasse               | 06/13 | 24     | 65:60  | 0+5 | 25:23  |
| 1959         | V      | Stadtklasse               | 01/13 | 24     | 77:15  | +62 | 42:6   |
| 1960         | IV     | Stadtliga Berlin          | 02/12 | 22     | 51:27  | +24 | 29:15  |
| 01961/62 (1) | IV     | Stadtliga Berlin          | 03/12 | 33     | 49:47  | 0+2 | 38:28  |
| 1962/63      | IV     | Stadtliga Berlin          | 01/12 | 22     | 47:32  | +15 | 29:15  |
| 1963/64      | III    | Stadtliga Berlin          | 02/16 | 30     | 58:42  | +16 | 40:20  |
| 1964/65      | III    | Stadtliga Berlin          | 11/16 | 30     | 36:45  | 0−9 | 27:33  |
| 1965/66      | III    | Stadtliga Berlin          | 09/16 | 30     | 46:46  | 0±0 | 29:31  |
| 1966/67      | III    | Stadtliga Berlin          | 06/16 | 30     | 47:40  | 0+7 | 34:26  |
| 1967/68      | III    | Stadtliga Berlin          | 08/16 | 30     | 38:48  | −10 | 28:32  |
| 1968/69      | III    | Bezirksliga Berlin        | 08/17 | 32     | 34:41  | 0−7 | 31:33  |
| 1969/70      | III    | Bezirksliga Berlin        | 05/18 | 34     | 81:49  | +32 | 44:24  |
| 1970/71      | III    | Bezirksliga Berlin        | 12/16 | 30     | 31:33  | 0−2 | 25:35  |
| 1971/72      | III    | Bezirksliga Berlin        | 06/14 | 26     | 30:30  | 0±0 | 24:28  |
| 1972/73      | III    | Bezirksliga Berlin        | 09/14 | 26     | 30:33  | 0−3 | 25:27  |
| 1973/74      | III    | Bezirksliga Berlin        | 12/16 | 30     | 33:46  | −13 | 25:35  |
| 1974/75      | III    | Bezirksliga Berlin        | 04/16 | 30     | 46:29  | +17 | 34:26  |
| 1975/76      | III    | Bezirksliga Berlin        | 02/16 | 30     | 46:28  | +18 | 38:22  |
| 1976/77      | III    | Bezirksliga Berlin        | 02/15 | 28     | 49:31  | +18 | 37:19  |
| 1977/78      | III    | Bezirksliga Berlin        | 04/15 | 28     | 49:31  | +18 | 33:23  |
| 1978/79      | III    | Bezirksliga Berlin        | 12/13 | 24     | 35:60  | −25 | 13:35  |
| 1979/80      | III    | Bezirksliga Berlin        | 15/16 | 30     | 29:80  | −51 | 15:45  |
| 1980/81      | IV     | Bezirksklasse (Staffel B) | 09/15 | 28     | 27:32  | 0−5 | 29:27  |
| 1981/82      | IV     | Bezirksklasse (Staffel A) | 04/15 | 28     | 39:35  | 0+4 | 31:25  |
| 1982/83      | IV     | Bezirksklasse (Staffel A) | 02/15 | 28     | 59:35  | +24 | 38:18  |
| 1983/84      | IV     | Bezirksklasse (Staffel B) | 06/15 | 28     | 48:48  | 0±0 | 26:30  |
| 1984/85      | IV     | Bezirksklasse (Staffel B) | 04/16 | 28     | 60:48  | +12 | 36:24  |
| 1985/86      | IV     | Bezirksklasse (Staffel A) | 10/17 | 32     | 59:32  | +17 | 30:34  |
| 1986/87      | IV     | Bezirksklasse (Staffel B) | 05/16 | 30     | 54:34  | +10 | 32:28  |
| 1987/88      | IV     | Bezirksklasse (Staffel B) | 07/15 | 28     | 42:34  | 0+8 | 32:34  |
| 1988/89      | IV     | Bezirksklasse (Staffel A) | 12/16 | 30     | 40:48  | 0−8 | 24:36  |
| 1989/90      | IV     | Bezirksklasse (Staffel B) | 07/17 | 32     | 60:44  | +16 | 34:30  |
| 1990/91      | IV     | Landesklasse (Staffel B)  | 01/16 | 30     | 84:32  | +52 | 45:15  |
| 1991/92      | IV     | Landesliga (Staffel 2)    | 09/16 | 30     | 38:45  | 0−7 | 31:29  |
| 1992/93      | V      | Landesliga (Staffel 2)    | 06/16 | 30     | 54:50  | 0+4 | 33:37  |
| 1993/94      | V      | Landesliga (Staffel 2)    | 11/17 | 32     | 71:80  | 0−9 | 27:37  |
| 1994/95      | VI     | Landesliga (Staffel 1)    | 04/16 | 30     | 74:51  | +23 | 37:23  |
| 1995/96      | VI     | Landesliga (Staffel 2)    | 02/16 | 30     | 75:41  | +34 | 58     |
| 1996/97      | V      | Verbandsliga Berlin       | 08/19 | 36     | 88:66  | +22 | 56     |
| 1997/98      | V      | Verbandsliga Berlin       | 04/18 | 34     | 70:58  | +12 | 58     |
| 1998/99      | V      | Verbandsliga Berlin       | 10/19 | 36     | 68:59  | 0+9 | 50     |
| 1999/00      | V      | Verbandsliga Berlin       | 06/21 | 40     | 93:69  | +24 | 61     |
| 2000/01      | V      | Verbandsliga Berlin       | 16/20 | 38     | 53:65  | −12 | 39     |
| 2001/02      | VI     | Landesliga (Staffel 2)    | 03/16 | 30     | 85:36  | +49 | 63     |
| 2002/03      | VI     | Landesliga (Staffel 2)    | 01/16 | 30     | 84:34  | +50 | 70     |
| 2003/04      | V      | Verbandsliga Berlin       | 16/18 | 34     | 33:74  | −41 | 28     |
| 2004/05      | VI     | Landesliga (Staffel 2)    | 12/16 | 30     | 37:55  | −18 | 33     |
| 2005/06      | VI     | Landesliga (Staffel 2)    | 05/16 | 30     | 43:39  | 0+4 | 49     |
| 2006/07      | VI     | Landesliga (Staffel 1)    | 06/16 | 30     | 51:43  | 0+8 | 46     |
| 2007/08      | VI     | Landesliga (Staffel 2)    | 07/16 | 30     | 62:37  | +25 | 49     |
| 2008/09      | VII    | Landesliga (Staffel 1)    | 04/16 | 30     | 75:42  | +33 | 53     |
| 2009/10      | VII    | Landesliga (Staffel 2)    | 08/16 | 30     | 67:56  | +11 | 42     |
| 2010/11      | VII    | Landesliga (Staffel 1)    | 09/16 | 30     | 49:53  | 0−4 | 40     |
| 2011/12      | VII    | Landesliga (Staffel 1)    | 08/16 | 30     | 52:49  | 0+3 | 44     |
| 2012/13      | VII    | Landesliga (Staffel 2)    | 05/16 | 30     | 67:38  | +29 | 59     |
| 2013/14      | VII    | Landesliga (Staffel 2)    | 07/16 | 30     | 64:52  | +12 | 52     |
| 2014/15      | VII    | Landesliga (Staffel 2)    | 06/16 | 30     | 73:47  | +26 | 49     |
| 2015/16      | VII    | Landesliga (Staffel 1)    | 03/16 | 30     | 61:38  | +23 | 59     |
| 2016/17      | VII    | Landesliga (Staffel 1)    | 04/16 | 30     | 70:56  | +14 | 52     |
| 2017/18      | VII    | Landesliga (Staffel 2)    | 07/16 | 30     | 85:56  | +29 | 48     |
| 2018/19      | VII    | Landesliga (Staffel 2)    | 02/15 | 28     | 94:39  | +55 | 63     |
| 2019/20      | VI     | Berlin-Liga (2)           | 17/18 | 22     | 35:59  | −24 | 15     |
| 2020/21      | VI     | Berlin-Liga (3)           | 18/20 | 10     | 13:27  | −14 | 08     |
| 2021/22      | VI     | Berlin-Liga               | 18/19 | 36     | 38:102 | −64 | 20     |
| 2022/23      | VII    | Landesliga (Staffel 2)    | 04/16 | 30     | 62:38  | +24 | 53     |
| 2023/24      | VII    | Landesliga (Staffel 2)    | 02/16 | 30     | 80:31  | +49 | 68     |
| 2024/25      | VI     | Berlin-Liga               | 10/18 | 34     | 69:68  | 0+1 | 45     |
| 2025/26      | VI     | Berlin-Liga               |       |        |        |     |        |

## Jugendfußball
Dem Verein gelang es, eine kontinuierliche und erfolgreiche Jugendabteilung zu etablieren. So stiegen die A-Junioren und die B-Junioren im Jahr 1999 erstmals in die Berliner Verbandsliga auf. Der spätere Nationalspieler und dreifache Englische Meister Robert Huth wechselte 1998 von Biesdorf zum 1. FC Union Berlin, ehe er noch als Jugendspieler zum FC Chelsea geholt wurde. Seit 2019 besteht nunmehr eine Kooperation zwischen Union Berlin und Fortuna Biesdorf im Jugendbereich, sodass die Talente und Trainer der Biesdorfer weitere Förderung erhalten und junge Spieler perspektivisch den Weg in das Nachwuchsleistungszentrum des Bundesligisten finden können.

## Spielstätte
Heimstätte des Vereins ist der Sportplatz Am Grabensprung (Lage), der über einen Kunst- und einen Naturrasen-Platz verfügt. Letzterer bietet 1000 Zuschauern Platz, davon 240 auf Sitzplätzen. In den 1990er-Jahren nutzte auch der BSC Marzahn den Sportplatz am Grabensprung. Ergänzt werden die Großfeld-Plätze durch ein Streetsoccer-Feld und eine 100-Meter-Tartanbahn samt Sprunggrube für den Schulunterricht. In dem zweistöckigen Funktionsgebäude befindet sich mit der Fortuna Feuer Bar auch das Vereinsheim.
Bis 1976 nutzte Fortuna Biesdorf den Sportplatz Alt-Biesdorf (Lage). Dieser musste der Errichtung des Biesdorfer Kreuzes der Deutschen Reichsbahn weichen.
Bis in die 1950er-Jahre nutzte Fortuna außerdem zeitweise den späteren KVP-Platz (Lage), der sich auf dem Plateau nordöstlich der Kreuzung Alt-Biesdorf/Blumberger Damm befand.
Weiter gab es den Sportplatz Biesdorf (Lage) am Lessingplatz, dem späteren Buschiner Platz. Der im Volksmund nach dem Gastronomen Karl Erbe Karls Wiese genannte Platz hatte eine Kapazität von 4000 Zuschauern. Ansässig war hier vor allem die Freie Turnerschaft Biesdorf.

## Weitere Abteilungen
Auch die Handballer des Vereins waren erfolgreich und spielten ab der zweiten Hälfte der 2000er-Jahre einige Jahre in der höchsten Berliner Spielklasse. Inzwischen tritt die Handballabteilung in einer Spielgemeinschaft mit Empor Hohenschönhausen und Stahl Berlin als SG FES an. Die Abteilungen Handball, Basketball und Judo nutzen Sporthallen des Bezirks, darunter den Rudolf-Virchow-Sportpark am nördlichen Blumberger Damm.
Die ehemalige Leichtathletik-Abteilung gründete nach Schließung des Trainingszentrums 1990 den 1. VfL Fortuna Marzahn, der heute gleichermaßen ein Mehrspartenverein mit über 1000 Mitgliedern ist und zu dem die American-Football-Mannschaft Berlin Bullets gehört.

## Personen
- Thoralf Arndt (* 1966), ehemaliger Fußballspieler beim VfB Fortuna Biesdorf
- Harald Betke (* 1945), ehemaliger Fußballtrainer bei der BSG Fortuna Biesdorf
- Uwe Borchardt (* 1961), ehemaliger Fußballspieler beim VfB Fortuna Biesdorf
- Andreas Erm (* 1976), ehemaliger Geher bei der BSG Fortuna Biesdorf
- Lutz Hendel (* 1958), ehemaliger Fußballtrainer bei der BSG Fortuna Biesdorf
- Robert Huth (* 1984), ehemaliger Spieler beim VfB Fortuna Biesdorf
- Ingo Kimmritz (* 1958), ehemaliger Fußballspieler beim VfB Fortuna Biesdorf
- Charlotte Lehmann (* unbekannt), ehemalige Kugelstoßerin beim TV Jahn Biesdorf, Drittplatzierte bei den Deutsche Meisterschaften 1928
- Falko Leuschner (* 1955), ehemaliger Fußballspieler bei der BSG Fortuna Biesdorf
- Jürgen Piepenburg (1941–2025), Fußballtrainer beim VfB Fortuna Biesdorf
- Norbert Wollschläger (* 1960), ehemaliger Fußballspieler beim VfB Fortuna Biesdorf

## Weblink
- https://www.fortuna-biesdorf.de/